# Flatwoods (Virginie-Occidentale)
Pour les articles homonymes, voir Flatwoods.
Flatwoods est une ville du comté de Braxton située dans l'État de Virginie-Occidentale.
Flatwoods n'est à l'origine que le nom du bureau de poste de Shaversville, qui prend par la suite ce nom. « Flatwoods » provient du plateau où elle se trouve (« flat » signifie « plat » en français).
Selon le recensement de 2010, Flatwoods compte 277 habitants. La municipalité s'étend sur 0,66 milles carrés (1,71 km2).